# Johannes Kaiode
Johannes Kaiode († vor dem 22. Oktober 1354) war Weihbischof in Köln.
Der Augustiner wurde am 14. März 1352 zum Titularbischof von Skopje und Weihbischof in Köln ernannt, starb aber noch vor dem 22. Oktober 1354.